# Alfabet Lorma
Alfabet Lorma – alfabet osób głuchoniewidomych stworzony przez Hieronymusa Lorma w XIX wieku. Lorm to system punktów, linii i znaków dotykowych, które umieszczane są na dłoni. Może to być powierzchnia wewnętrzna lub zewnętrzna ręki prawej lub lewej.
Dzięki swojej prostocie jest łatwy do przyswojenia nawet dla osób całkowicie głuchoniewidomych. W Polsce propagowany jest przez Towarzystwo Pomocy Głuchoniewidomym.  Opracowania wersji polskiej alfabetu Lorma dokonała Małgorzata Benisz-Stępień. Alfabet Lorma jest najczęściej stosowany w krajach niemieckojęzycznych, istnieje również dostosowanie do języka holenderskiego, czeskiego, angielskiego i gruzińskiego.

## Alfabet w różnych wersjach językowych

Mapa rozmieszczenia liter w Alfabecie Lorma w niemieckiej wersji językowej
Mapa rozmieszczenia liter w Alfabecie Lorma w czeskiej wersji językowej
Mapa rozmieszczenia liter w Alfabecie Lorma w angielskiej wersji językowej
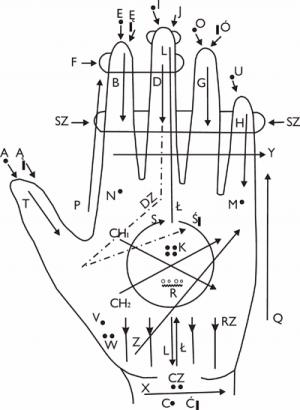
Mapa rozmieszczenia liter w Alfabecie Lorma w polskiej wersji językowej
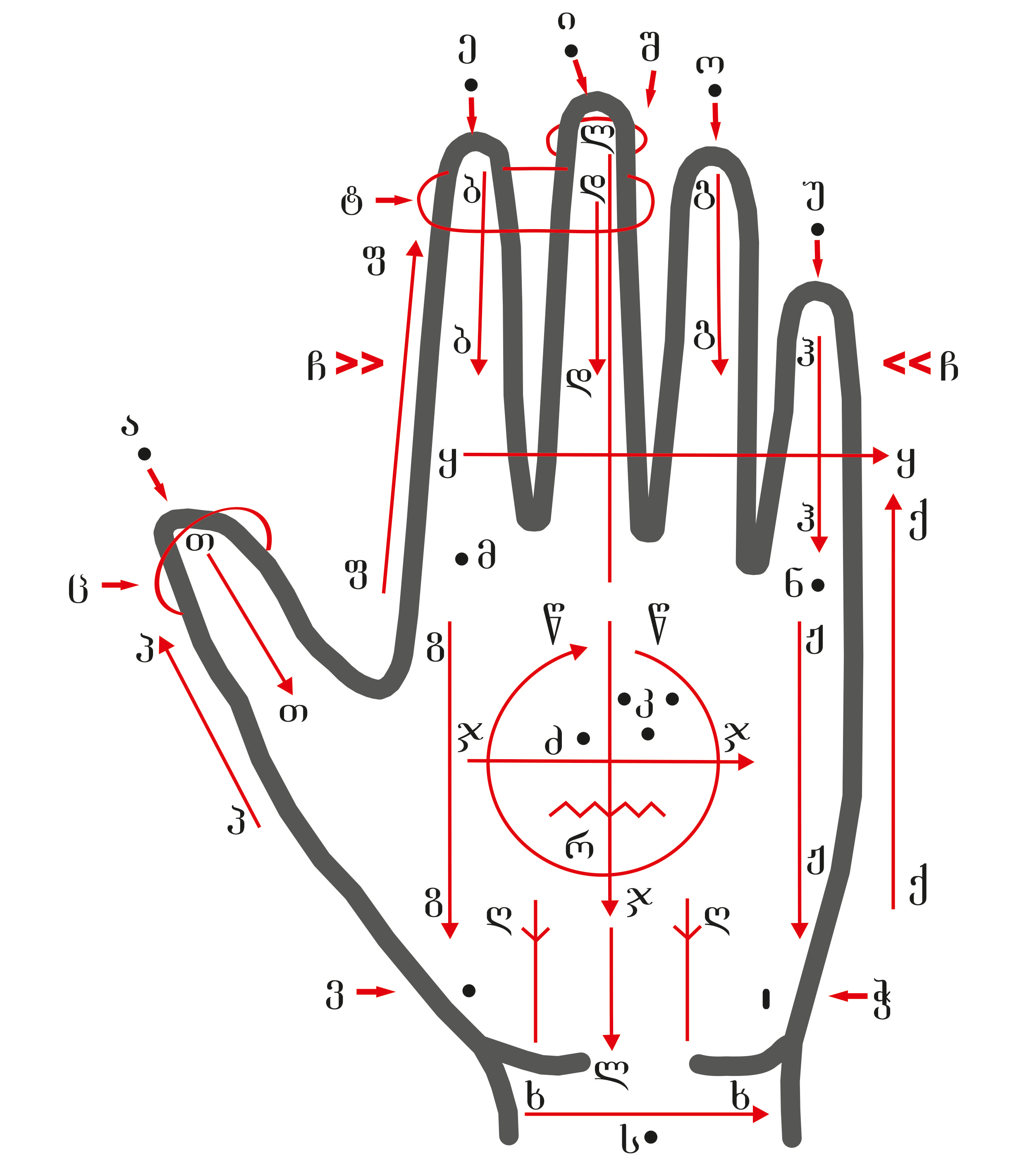
Mapa rozmieszczenia liter w Alfabecie Lorma w gruzińskiej wersji językowej

## Charakterystyka

### Samogłoski
Samogłoski ułożone są w kolejności alfabetycznej. Każdej literze odpowiada jeden punkt na opuszku konkretnego palca:
- A: kciuk
- E: wskazujący
- I: środkowy
- O: serdeczny
- U: mały
- Y: linia pozioma, przecinająca palce w połowie, poczynając od wskazującego aż do małego.

### Spółgłoski
- T B D G H: linie prowadzone są wzdłuż palców - od opuszków w dół, aż do nasady palców:  T: wzdłuż kciuka, B: wzdłuż palca wskazującego, D: wzdłuż palca środkowego (długiego, dużego), G: wzdłuż palca serdecznego, na którym zwykle nosi się obrączkę („g” jak ang. gold), H: wzdłuż palca małego,
- F: ściskamy równocześnie dwa złożone palce - wskazujący i środkowy, w okolicach opuszków (niem. Freunde czy ang. friends),
- L: długa linia prowadzona od czubka palca środkowego przez całą dłoń (niem. lang, ang. long),
- P: linia od nasady kciuka wzdłuż krawędzi palca wskazującego (ruch kojarzy się z pistoletem),
- J: jednokrotne ściśnięcie końcówki palca środkowego,
- S: małe kółko narysowane na wewnętrznej części dłoni (przypomina symbol słońca),
- K: dotknięcie równocześnie końcami czterech palców wnętrza dłoni (jak 4 nogi krowy),
- C: jeden punkt u nasady dłoni,
- Z: linia skośna, od nasady kciuka do nasady palca małego,
- R: szybkie i rytmiczne uderzenie wnętrza dłoni wszystkimi palcami, poczynając od małego, a kończąc na wskazującym (kojarzy się z rytmem, ruchem, lub niem. Regen czy ang. rain),
- V: jeden punkt u nasady kciuka,
- W: dwa punkty u nasady kciuka (nasada kciuka jest na „wzgórzu”),
- M: jeden punkt pod palcem małym (mini),
- N: jeden punkt po przeciwnej stronie wnętrza dłoni, pod palcem wskazującym (symetrycznie do „m”),
- X: linia pozioma poniżej nasady dłoni,
- Q: długa linia wzdłuż zewnętrznej krawędzi dłoni, od nasady dłoni w stronę opuszka palca małego.

### Znaki polskie
- Ą, Ę, Ć, Ń, Ó: mała pionowa kreseczka (jak przecinek) w miejscu danej litery
- Ł: długa linia jak przy L, ale rysowana w odwrotnym kierunku, od nasady dłoni do opuszka palca,
- Ś: kółko jak S + mała pionowa kreseczka na środku dłoni
- Ź: linia skośna jak Z + mała pionowa kreseczka na środku dłoni
- Ż: linia skośna jak Z + kropka na środku dłoni

### Dwuznaki
- CH: dwie linie skośne, jak duże X, przecinające się na środku dłoni
- SZ: ściśnięcie równocześnie wszystkich palców oprócz kciuka (dużo palców, jak szkoła)
- CZ: postawienie równocześnie dwóch punktów u nasady dłoni, w miejscu C
- RZ: pociągnięcie wszystkimi palcami od nasady palców do nasady dłoni
- DZ: połączenie D z Z, ale bez odrywania dłoni, zbliżone do litery alfa

### Sygnały
Praktycznym i zwykle stosowanym wzbogaceniem komunikacji za pomocą lorma są sygnały umowne dotyczące określonych sytuacji, np. prośba „teraz nie mów” wyrażana jest gestem położenia dłoni na plecach głuchoniewidomego oraz skróty literowe lub gestowe dotyczące często powtarzających się słów czy okoliczności. Do elementów tej metody należą również komunikaty, wyrażające:
- potwierdzenie: kilka szybkich dotknięć dłonią złożoną w piąstkę,
- zaprzeczenie: kilkakrotne potarcie wewnętrzną stroną otwartej dłoni,
- zamazanie błędu: jak zaprzeczenie - nie powtarzaj jednej litery, ale cały wyraz,
- koniec wyrazu: klepnięcie otwartą dłonią,
- niezrozumienie wyrazu, prośba o powtórzenie – zamknięcie dłoni w pięść.